# MarciaGranParadiso
La MarciaGranParadiso è una gara di sci di fondo, organizzata con cadenza annuale a Cogne (Valle d'Aosta).

## Storia
Nata nel 1975, si svolge su una distanza di 45 km.
I primi vincitori furono Carlo Favre ed Enrica Traversa, poi seguiti da una lunga lista di grandi nomi, quali Maurilio De Zolt, Giorgio Di Centa, Silvano Barco, Marco Albarello, Giorgio Vanzetta al maschile, e Guidina Dal Sasso, Cristina Paluselli, Gabriella Paruzzi al femminile, senza dimenticare le due vittorie norvegesi dei grandi campioni Anders Aukland e Odd-Bjørn Hjelmeset.

## Percorso
Il percorso di 45 km parte dal capoluogo (Veulla) di Cogne, sui prati di Sant'Orso, si snoda fino a Valnontey e ritorna a Cogne, quindi prosegue verso Lillaz. Da lì, la marcia prosegue fino ad Épinel, poi prevede un passaggio a Champlong prima del traguardo, a Cogne.
È prevista anche la versione giovanile con la “Mini Marcia” e, dal 2013, la 25 km con traguardo a metà percorso.
Dal 2015 la gara avrà anche una versione skating a 25 km, mentre dal 2016 la granfondo entrerà nel circuito europeo Euroloppet.